# Parco nazionale di Taman Negara
Il parco nazionale di Taman Negara è un parco nazionale della Malaysia.

## Storia
Istituito nel 1925 come riserva col nome Gunung Tahan ed una superficie di 1300 km² venne trasformato in parco nazionale nel 1939 col nome di parco nazionale di Re Giorgio V dai sultani di Pahang, Kelantan e Terengganu e dall'amministrazione coloniale britannica. 
Dopo l'indipendenza della Malaysia (1957) fu rinominato Taman Negara, che in malese significa letteralmente «parco nazionale». La giurisdizione del parco passò al sovrano (all'epoca Abdul Rahman di Negeri Sembilan) e ai sultani dei tre stati in cui è compreso. Dal 1984 fa parte delle aree protette dell'ASEAN.
Il Taman Negara si estende su tre stati, Pahang, Kelantan e Terengganu, ognuno dei quali con la propria legislazione.
| Stato      | Normativa/Decreto                        | Superficie |
| ---------- | ---------------------------------------- | ---------- |
| Pahang     | Taman Negara (Pahang) No. 2 del 1939     | 2477       |
| Kelantan   | Taman Negara (Kelantan) No. 14 del 1938  | 1043       |
| Terengganu | Taman Negara (Terengganu) No. 6 del 1939 | 853        |

## Geografia
Il parco si estende tra gli 80 e i 2187 m s.l.m. le quote più elevate si raggiungono nel massiccio del Tahan che comprende la vetta più elevata della penisola malese, il Gunung Tahan (2 187 m s.l.m.). 
Le foreste pluviali al suo interno sono tra le più antiche al mondo, si è stimato che risalgano a 130 milioni di anni fa. La grande abbondanza di biodiversità presente ne fa uno degli ecosistemi più ricchi e complessi del mondo.

## Fauna
Taman Negara è la dimora di oltre 150 specie di mammiferi, tra di essi alcuni felini come la tigre malese, il leopardo nebuloso, il gatto leopardo, il gatto a testa piatta e il gatto di Temminck.
Fra i mammiferi di grandi dimensioni vi sono elefante asiatico e il Bos gaurus hubbacki (una specie di Gaur), nel parco si trovano anche il tapiro della Malesia, il muntjak della Sonda, il binturong e l'orso malese. 
Tra i primati il siamango, il gibbone dalle mani bianche, il langur dagli occhiali e il presbite di Sumatra. 
Si aggiungono circa 80 specie di pipistrelli e 30 specie di roditori. 
Le specie di uccelli inventariate, escludendo i migratori, sono 479. 53 sono le specie di pesci di acqua dolce, 57 quelle di anfibi e 67 i serpenti tra i quali alcune specie rare. 
Nel fiume Tahan è una specie protetta il mahseer malese (in malese ikan kelah), un tipo di pesce catturato soprattutto dai praticanti della pesca sportiva.

## Flora
Il parco nazionale è un'area con una vastissima moltitudine di specie di piante, se ne trovano oltre 3000 specie. Spiccano le felci con oltre 246 specie.
Tra le piante ad alto fusto ve ne sono alcune endemiche dell'area, tra cui le conifere Agathis flavescens, Podocarpus deflexus e Podocarpus montana. Tra le carnivore la Nepenthes gracillima, Nepenthes macfarlanei e Nepenthes sanguinea.
Si ritiene che oltre il 30% delle palme conosciute in Malaysia siano presenti nel parco.

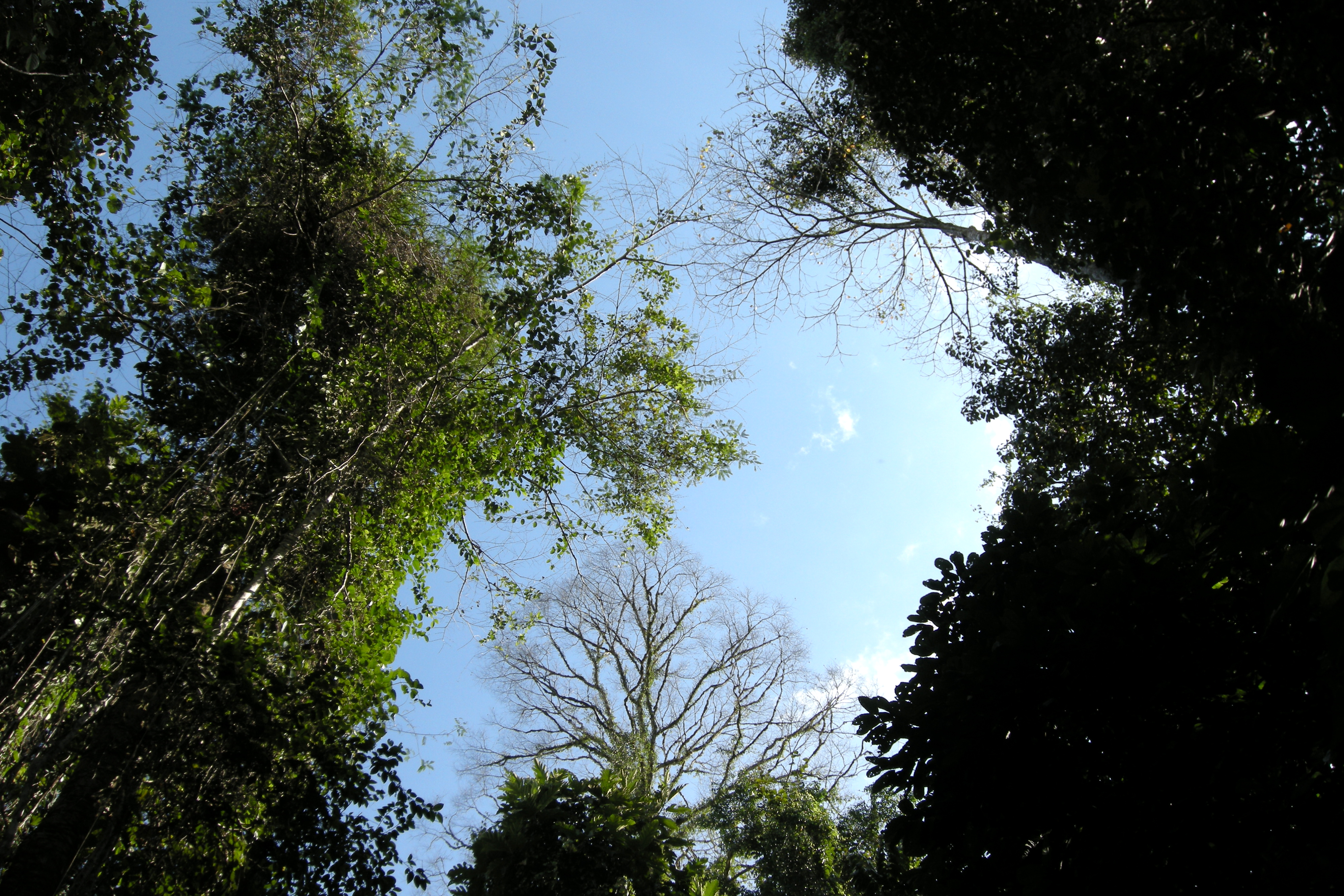
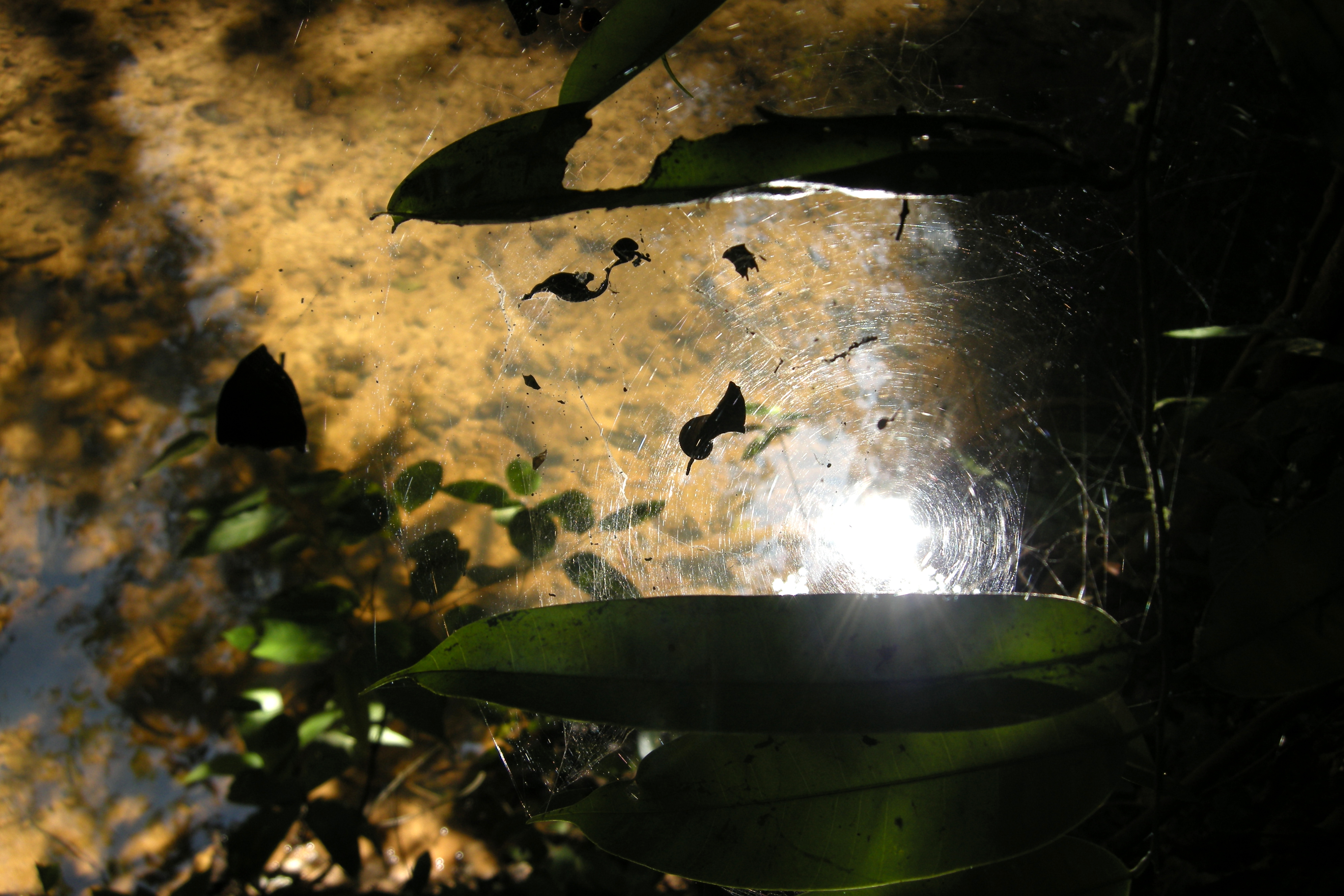
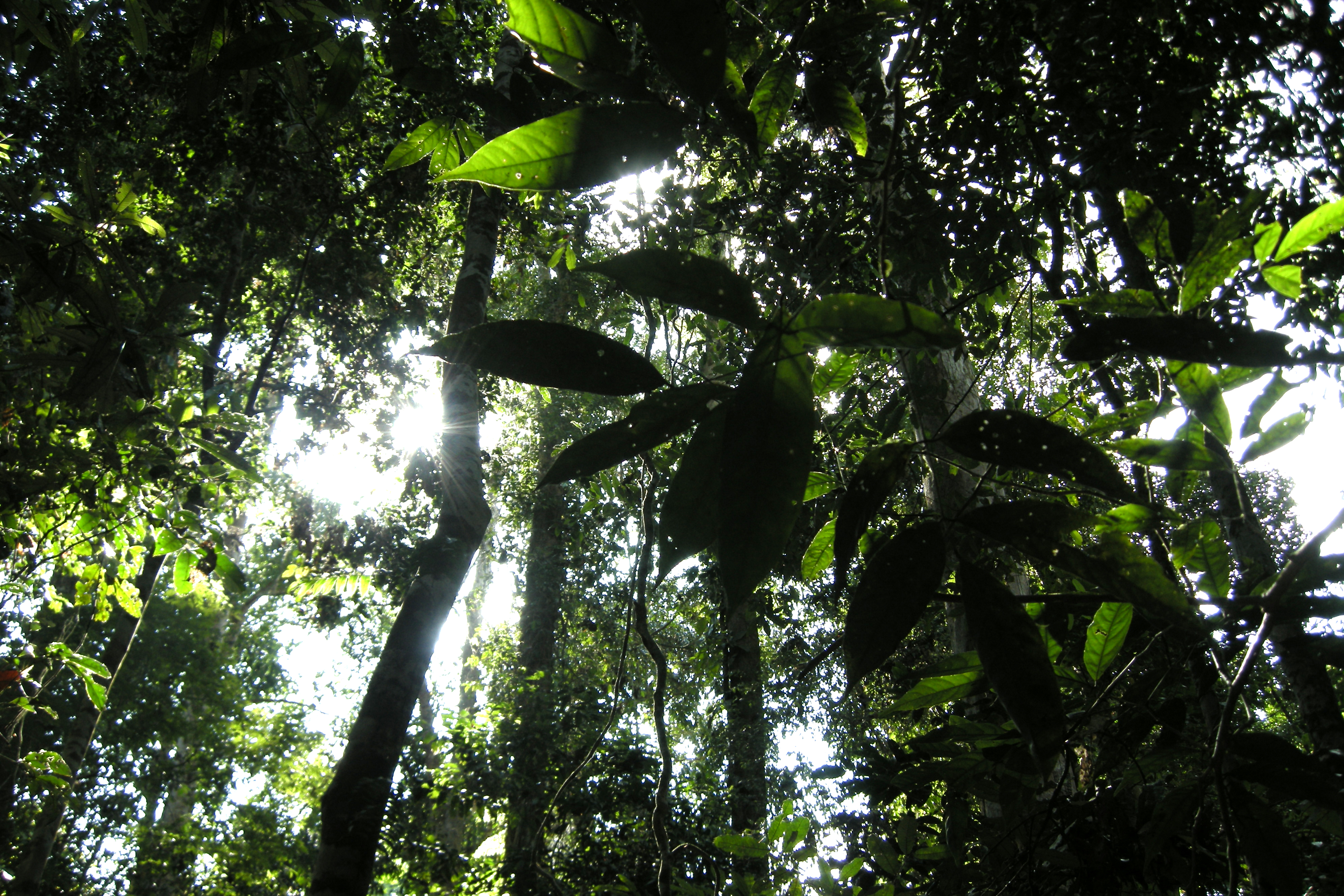
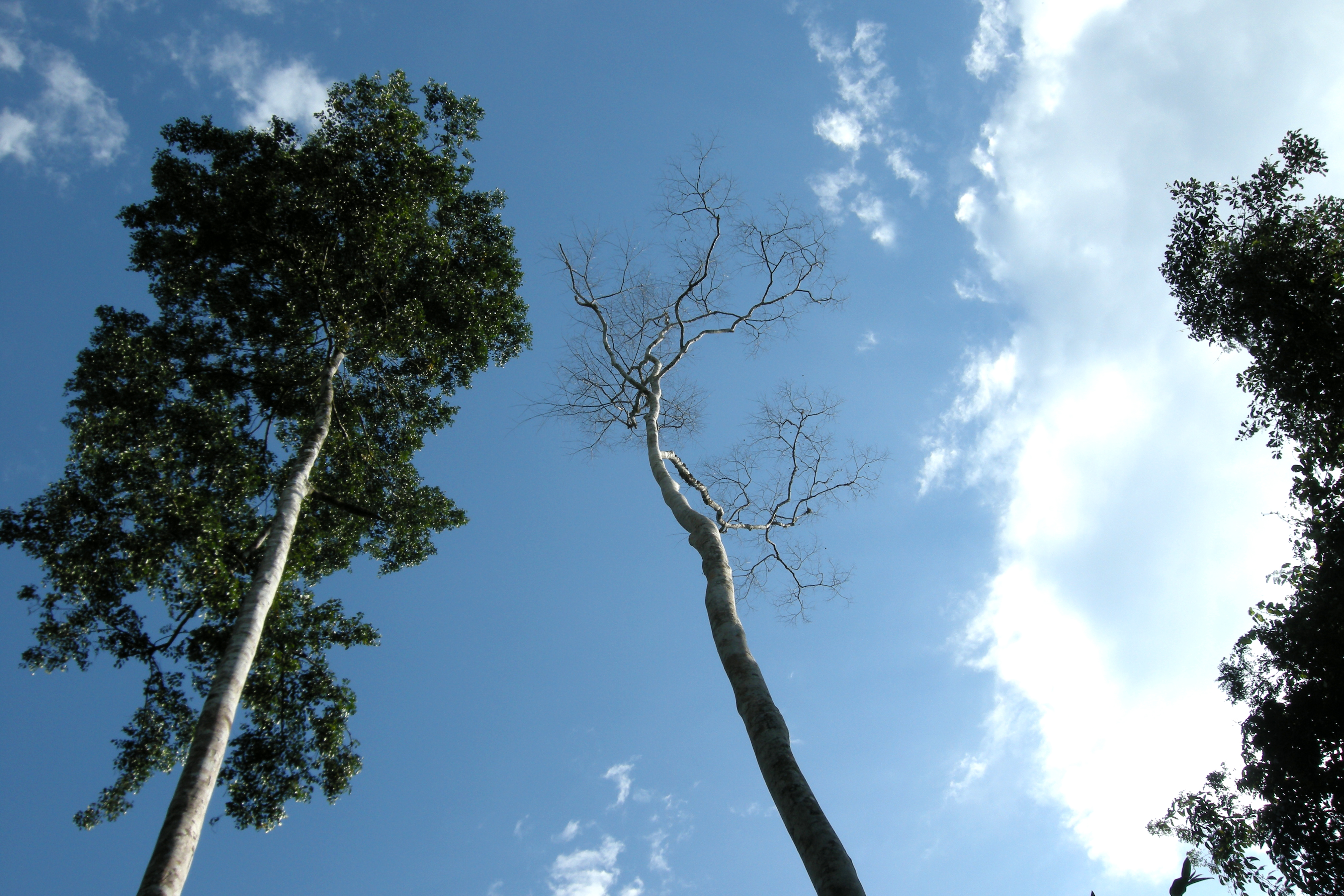
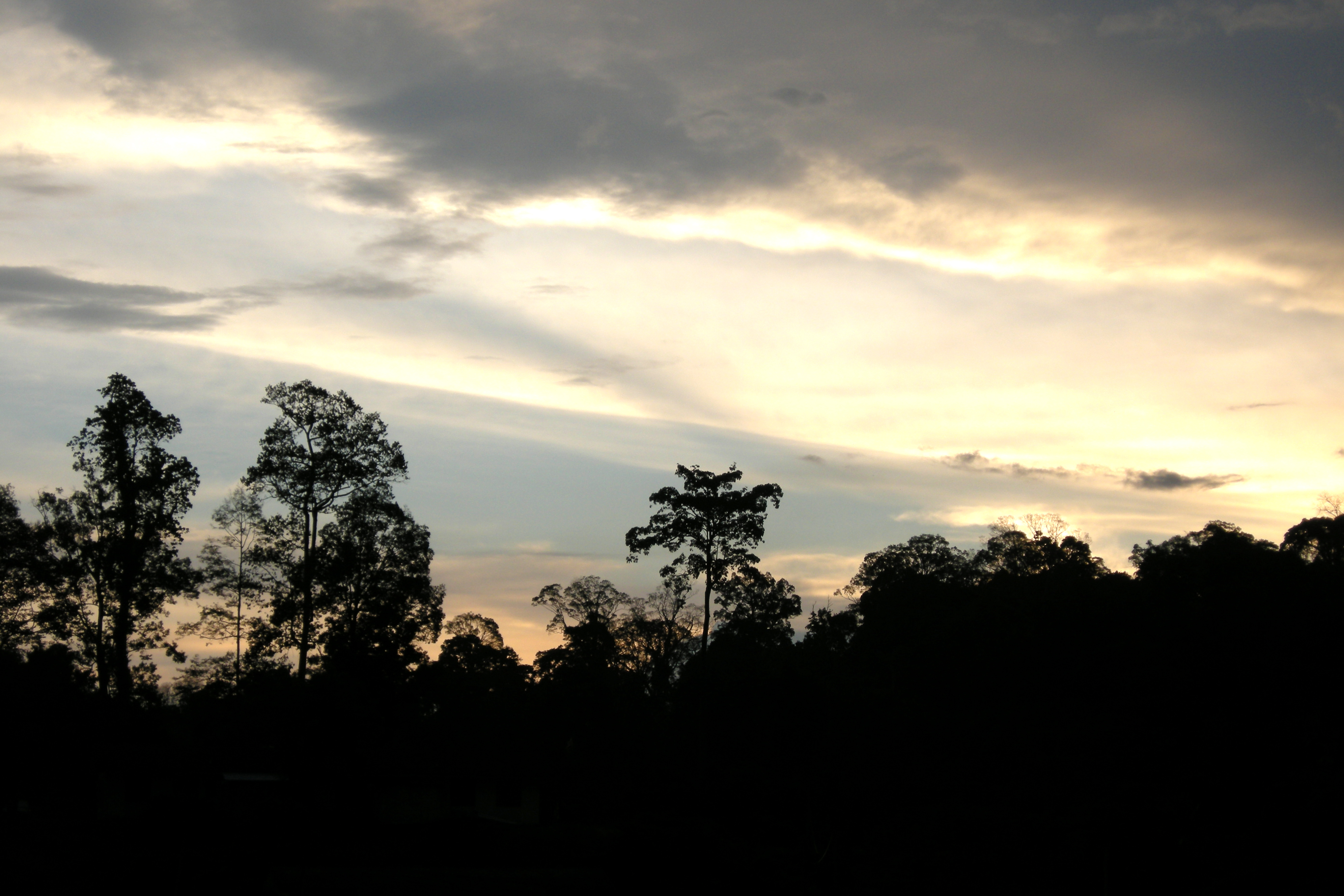

## Ecoturismo
Il parco è una tra le più famose destinazioni ecoturistiche della Malesia e al suo interno si trovano numerose attrazioni geologiche e biologiche. Comprende il Gunung Tahan che è la vetta più alta della penisola malese; i punti di partenza per la scalata sono Kuala Tahan o Merapoh. 
Tra le altre attrazioni nei pressi di Kuala Tahan (il quartier generale del Parco per il Pahang) vi sono la passeggiata tra la canopia su oltre 500 metri di ponti pedonali sospesi sulla foresta a 45 metri di altezza, il sistema di grotte di Gua Telinga e le rapide di Lata Berkoh. I visitatori possono esplorare la foresta pluviale tropicale, effettuare il birdwatching, fare escursionismo nella giungla (ad esempio nella zona di Tenor Rentis), risalire con imbarcazioni i corsi d'acqua maggiori e fare rafting sulle rapide.
I visitatori del parco devono ottenere il permesso di entrata dal Dipartimento della Natura e dei Parchi Nazionali. Possono pernottare nei bungalow rialzati tipo palafitta disseminati nella foresta, che permettono osservazioni notturne degli animali, e nelle altre strutture ricettive più tradizionali.